# Lana Langeveld
Lana Langeveld is een personage uit de Nederlandse soapserie Goede tijden, slechte tijden. Lana wordt gespeeld door actrice Faye Bezemer. Het personage Lana staat voornamelijk bekend als de dochter van Danny de Jong en Sjors Langeveld en daarom dus de kleindochter van Martine Hafkamp. Bezemer was in eerste instantie een bijrol maar werd gedurende seizoen 28 gepresenteerd als een vaste rol, maar stond uiteindelijk niet op de castfoto van 2018 of in de vernieuwde leader. In de leader update van december 2018 is ze wel te zien. Vanaf dat moment is Lana een vast karakter in de serie.

## Achtergrond

### Casting
De rol van Lana Langeveld werd in seizoen 21 tot 28 vertolkt door verschillende kinderen. De rol werd tussen september 2010 en september 2016 in roulerende vorm door verschillende meisjes gespeeld, vaak voor een paar weken, maar sommige meisjes kwamen jaarlijks terug. Vanaf maart 2017 werd de rol door Jozefien Berings gespeeld. Na de zomer was Kiki Bont nog een aantal keren te zien. Eind december van datzelfde jaar nam Faye Bezemer de rol van de nu zestienjarige Lana over. Pas in december 2018 werd Lana een vast karakter in de serie, hoewel ze in 2019 nog enkele weken de serie verliet voor haar eindexamen. In februari 2020 werd bekendgemaakt dat Bezemer op 25 februari 2020 voor het laatst in de serie te zien is.

### Verhaal
Net als vele andere personages is Lana geboren in de serie en zou ze qua tijdlijn met personages als Sjors Langeveld, Nina Sanders, Lucas Sanders en Kimberly Sanders in 2017/2018 moeten worden gecast als een vijftienjarig meisje. Echter is haar soapmoeder dan nog maar dertig en vonden ze dit een beetje vreemd. Daarom werd Lana verouderd maar zou ze puur een gastrol blijven om daarna uit beeld te verdwijnen. Bezemer speelde vanaf 28 december 2017 tot en met 6 maart 2018 de rol. Na haar vertrek was al bekend dat de rol terug zou keren, dit in verband met een verhaallijn die nog niet klaar was. Sinds 23 mei 2018 is Bezemer weer terug en heeft ze een vast contract. Dit om het gat van het personage Sam Dekker op te vullen. Ondanks dat ze een vast contract heeft, heeft ze een ondersteunende rol in verband met school. Sinds 26 december 2018 heeft ze daadwerkelijk een vaste rol. Op 3 juli 2019 verliet ze de serie tijdelijk, vanwege haar eindexamen op de middelbare school.

## Levensverhaal

### Kinderjaren
Langeveld (Meerdijk, 2 juli 2010, verouderd naar 2001) is een dochter van Sjors Langeveld en Danny de Jong. Ze werd geboren op de boot van haar oom Jack van Houten. Op het geboortekaartje stond Lana vermeld als Lana Langeveld, omdat toen nog onbekend was wie haar biologische vader was. Later is haar achternaam gewijzigd in De Jong. 
Sjors raakte van Lana zwanger vlak nadat ze met zowel Danny de Jong als Bing Mauricius naar bed was geweest. Hierdoor wisten ze tot haar geboorte niet wie haar vader was. Hierdoor komt het ook dat Danny en Sjors niet meer bij elkaar zijn, omdat, toen Danny haar ten huwelijk vroeg, ze het afsloeg en vertelde dat ook Bing de vader kon zijn. Een vaderschapstest bleek niet de oplossing, omdat de kans op een miskraam dan groter werd. Nadat Lana geboren was, is er een vaderschapstest geweest, waaruit bleek dat Danny de Jong haar biologische vader was.
Begin 2012 overlijdt haar vader doordat hij van de trap wordt geduwd door Aysen Baydar. Vanaf dat moment zorgt Sjors alleen voor Lana. En krijgt Lana ook weer de achternaam Langeveld.
Als Bing in quarantaine in het ziekenhuis ligt, rent een verkouden Lana bij hem naar binnen. Bing is herstellende van kanker en zijn lichaam heeft hierdoor geen afweersysteem meer. Hij wordt dus erg ziek en krijgt het voor Lana onschuldige, maar voor hem mogelijk fatale virus. Nadat Bing uit een kunstmatige coma ontwaakt is hij ondanks alles gewoon weer de oude.

### Tienerjaren
In de daaropvolgende jaren groeit Lana op tot een rebelse tiener; ze drogeert Sjors met spacecake, heeft een relatie met Q Bouwhuis die ten einde komt door diens nieuwe carrière als fotomodel, en raakt samen met JoJo Abrams, Bings hervonden zus, betrokken bij geldezelpraktijken. Bings rekening wordt hiervoor gebruikt met als gevolg dat hij enige tijd de politiecel ingaat. Lana en JoJo besluiten alles op te biechten en worden, los van elkaar, tot een taakstraf veroordeeld. Ondertussen is Sjors getrouwd met de Afghaanse verpleegkundige Amir Nazar en koopt ze een huis. Lana heeft andere plannen nadat ze als enige van de klas voor haar eindexamen is gezakt en geconfronteerd wordt met de  terugkeer van haar ex Valentijn Sanders; ze wil naar Berlijn. Sjors ziet dit als vluchtgedrag, maar stemt uiteindelijk toe met een vertrek.
Een paar maanden later keert Lana terug; Valentijn zit nog steeds achter haar aan, maar ze blijft hem afwijzen en maakt dat duidelijk via een vlog die ze met JoJo maakt. Tot haar verrassing hebben Sjors en Amir zich ontfermd over een jongen, Bobby Zwanenberg, de verweesde zoon van de man die Amir het ziekenhuis heeft ingeslagen toen deze tijdens dienst op de traumahelicopter geen haast maakte met het redden van zijn vrouw. Lana komt erachter dat Bobby een door het straatleven gevormde crimineel is; ze wordt echter verliefd op hem en helpt hem met een overval op de CS. Bobby wordt dringend verzocht te vertrekken, en slaat Lana per ongeluk het ziekenhuis in; Lana wil in eerste instantie niets meer met hem te maken hebben en lijkt weer voor Valentijn te kiezen; dit verandert als ze Bobby's cadeau openmaakt en daarin een ring aantreft. Vlak na thuiskomst maakt Lana weer geheime afspraakjes met Bobby en gebruikt ze Valentijn als dekmantel; ze liegt tegen hem dat ze een soa heeft. Ondertussen verschijnt Bobby voor de rechter; de uitspraak volgt twee weken later, maar Lana vindt het een vreselijke gedachte dat Bobby straks voor jaren de gevangenis ingaat en stelt voor om samen weg te vluchten. Hun plan vindt uitvoer, nadat Bobby -zij het onbedoeld - met zijn oom Casper heeft afgerekend. Lana keert terug na een oproep via tv, maar gaat uiteindelijk weer naar Berlijn nadat Sjors heeft geweigerd om Bobby's advocaat te zijn.